# Boda
|  | Per a altres significats, vegeu «casament». |

Boda fou un notable estat tributari protegit de l'Índia del tipus zamindari, feudatari del raja de Koch Behar.
La superfície era de 1230 km² i la població (1881) de 194.915 habitants repartits en 288 pobles. La capital era la vila de Boda situada a 26° 12′ N, 88° 38′ E / 26.200°N,88.633°E.